# Яко
Яко — місто у північній частині Буркіна-Фасо. Розташовано за 109 кілометрів на північний захід від Уагадугу. Місто відомо завдяки своїй великій мечеті, а також як місце народження Томаса Санкари.
| Буркіна-Фасо | Це незавершена стаття з географії Буркіна-Фасо. Ви можете допомогти проєкту, виправивши або дописавши її. |